# Half-Life: Blue Shift
Half-Life: Blue Shift es la segunda expansión del popular videojuego de PC, Half-Life. Fue lanzada el 12 de junio de 2001, incluyendo además la expansión Half-Life: Opposing Force.

## Historia
En este juego nuevamente viviremos el accidente de Gordon Freeman, pero con la diferencia de que esta vez no seremos el héroe (Half-Life) ni el villano involuntario (Opposing Force), sino que nos encontraremos justo en el centro de ambos bandos. El juego nos convierte en Barney Calhoun, uno de los muchos guardias de seguridad de Black Mesa, quien vive al mismo tiempo que Gordon Freeman el incidente de Black Mesa, pero en otros momentos y lugares .
Barney Calhoun es responsable de la preservación del equipo y materiales del Sector 3, además del bienestar del personal de investigación en un sector subterráneo cavernoso de Black Mesa. A la hora de la cascada de la resonancia, Calhoun queda atrapado en un elevador con dos científicos. Él despierta en el fondo del eje de elevación, y pronto se encuentra luchando en áreas subterráneas para alcanzar la superficie y escapar. Calhoun logra rescatar a algunos científicos que se han trabado en coches ferroviarios en Black Mesa.  
Uno de los científicos, el Dr. Rosenberg (quien es también un personaje en Half-Life:Decay), advierte a Calhoun de que el complejo ha sido rodeado por los infantes de marina, mandados a matar a todo el personal de investigación del Black Mesa. La única manera de escaparse, explica Rosenberg , es utilizar un viejo prototipo del teletransportador de una antigua parte de Black Mesa, temporalmente abandonada, donde algunos de los más antiguos miembros del Personal de Black Mesa intentaban ya utilizarlo; con él pueden alcanzar una salida de Black Mesa que ha sido pasada por alto por los infantes de marina. Calhoun, Rosenberg y otros dos científicos (Walter Bennet y Simmons) intentan arreglar el teletransportador.  
Calhoun lucha con infantes de marina y extraterrestres, mientras que los tres científicos huyen. Finalmente Calhoun vuelve con seguridad a la salida de la Black Mesa con los tres científicos. Es interesante observar que aparte del Decay, de PlayStation 2, el Blue Shift es discutiblemente el único juego basado en HL con una conclusión feliz. 
En varias partes del juego nos encontraremos con Gordon Freeman (al cual manejábamos en Half-Life) en escenas que a su vez pueden ser vividas desde la perspectiva de Gordon en Half-Life.
En el final de Half-Life G-Man recluta a Gordon Freeman y también detiene a Adrian Shephard en Opposing Force para asegurar su silencio. Sin embargo, en Blue Shift, Barney y los tres científicos escapan de Black Mesa y G-Man no aparece, lo cual da a entender que los juzga como demasiado insignificantes para que sea necesario supervisarlos.

## Capítulos de Half-Life Blue Shift
- 0 - Bienvenido A Black Mesa: Esta, más que una misión, es el viaje de Calhoun hasta llegar a su puesto de trabajo. Esta parte no es considerada una misión sino más bien una introducción al juego. Como curiosidad, hacia el final del camino, el jugador se da cuenta de que encarna al guardia que Gordon Freeman ve golpeando una puerta al comienzo de Half-Life original. Después, Calhoun solo espera entrar a las instalaciones.

- 1 - Inseguridad: Finalmente Calhoun llega a su puesto de trabajo. Sin embargo, se da cuenta de fallos en los sistemas de Black Mesa. Una vez teniendo su uniforme y su pistola, y tras practicar en el campo de tiro, se alista para llegar a su asignatura de trabajo.
- Se encontrará con dos científicos en un elevador que lo regañan, preguntándole por qué se había demorado tanto. Será testigo del accidente de Black Mesa, viendo así las primeras teletransportaciones alienígenas. Posteriormente queda atrapado en un ascensor y verá a G-Man por única vez. Finalmente queda inconsciente cuando el elevador cae.

- 2 - El deber llama: Calhoun despierta en la planta más subterránea de Black Mesa con varios Houndeyes y otros alienígenas. Tras recorrer buena parte de las alcantarillas de Black Mesa logra llegar a la superficie.

- 3 - Carga de prisioneros: Una vez en la superficie, Calhoun trata de buscar apoyo y se encuentra con los marines enviados a Black Mesa con objetivos poco claros. Un científico moribundo le hablará de un tal Dr. Rossenberg. El es el que tiene el escáner de retina que abríra una puerta que conduce a los antiguos laboratorios  prototipo , donde pueden arreglar un teletransportador que los puede ayudar a escapar de Black Mesa.  Es entonces cuando Calhoun logra ubicar a Rosenberg, quien estaba encarrado en un vagón de tren. Después de luchar con los soldados de la marina se dirigen a los laboratorios prototipo de Black Mesa para reunirse con otros científicos  y de ahí es enviado a Xen para arreglar el teletransportador.

- 4 - Punto central: Una vez llegado a Xen, Calhoun descubre un mundo totalmente distinto y misterioso donde encuentra algo que parece ser un centro de estudios humano. Poco después logra regresar a Black Mesa.

- 5 - Lucha por el poder: Al regresar a la Tierra, Calhoun es informado de que en su teletransportación perdieron gran parte de la energía disponible en el sistema. Calhoun debe recuperar la energía para poder salir de Black Mesa con vida.

- 6 - Salto de fe: Con la energía restablecida, Calhoun junto a tres científicos más, intentan escapar de Black Mesa para no ser asesinados por el último grupo de marines que queda en las devastadas instalaciones.

- 7 - Conclusión: Una vez fuera de Black Mesa, Calhoun se reúne junto a Rossenberg y los demás científicos supervivientes. Sin embargo, nota algo extraño y termina siendo teletransportado de vuelta a Xen. Más tarde es teletransportado a un almacén en la Tierra donde puede ver desde una rejilla de ventilación a Freeman cuando es capturado y arrastrado por dos soldados a través de un pasillo. Como curiosidad esta escena también es vista por parte de Gordon en el Half Life original mientras es arrastrado por sus captores. Finalmente Calhoun consigue escapar con los científicos de Black Mesa, salvando sus vidas.

## Armas
En Half-Life: Blue Shift se pueden usar 9 de las armas del Half-Life.

### Grupo I: Armas blancas
- Palanca: Es una palanca como la de Gordon Freeman, su función principalmente es la de romper ciertos objetos, también es para atacar.

### Grupo II: Armas ligeras
- Glock: Una pistola muy precisa, incluso a grandes distancias. Con la acción secundaria se puede disparar más rápido, pero de forma muy imprecisa. En el pack de modelos de alta definición, la Glock es reemplazada por una Beretta.

- Colt Python .357 Magnum: Este revólver es tan preciso como la Glock, pero de gran potencia. Su desventaja es que se encuentran pocas balas para esta arma.

### Grupo III: Armas medianas
- HK MP5 con M203: Un subfusil (equipado con lanzagranadas) muy útil contra ciertas amenazas, pero es impreciso a larga distancia. Con la acción secundaria se dispara el lanzagranadas. Lleva hasta 50 balas en un cargador, y hasta 10 granadas en total. En el pack de modelos de alta definición, el HK MP5 es reemplazado por la M4A1.

- SPAS-12: Es una escopeta muy poderosa a corta distancia e imprecisa a larga distancia. Con la acción secundaria se disparan dos cartuchos, pero tarda más en recargar. En el pack de modelos de alta definición tiene más detalles.

### Grupo IV: Armas pesadas
- Lanzamisiles: Un poderoso lanzamisiles que produce una demoledora explosión. Su desventaja es que tan solo se pueden llevar 6 misiles. Con la acción secundaria se puede activar o desactivar el designador láser para guiar el misil.

### Grupo V: Explosivos
- Granada Mk 2: Granadas de fragmentación de las cuales se pueden llevar hasta 10. Cuanto más se aguante el lanzamiento de una granada, tardará menos en explotar, incluso llegando a explotarle en la mano al propio jugador.

- C4: Los clásicos explosivos plásticos C-4. Su explosión es devastadora, pero solo se pueden llevar 5. Con la acción secundaria se pueden tirar más de un C4. Esto permite crear emboscadas, donde se eliminan a los enemigos con el detonador a control remoto.

- Snarks: Son pequeños monstruos de Xen carnívoros, que pueden ser lanzados para que ataquen con sus poderosas mandíbulas a todo ser vivo que se encuentren en el camino. Tras un tiempo limitado estallan y si no encuentran a nadie, vuelven para atacar al jugador. Pueden llevarse hasta 15 Snarks. A primera vista tienen un gran parecido con los insectos terrestres, pero no poseen caparazones artrópodos, sino que tienen una piel desnuda de color amarillo crema en la mitad inferior. Su espalda tiene forma de un abdomen de insecto, sólo que más levantado y de color rojo apagado. Tienen cuatro pequeñas extremidades del tamaño y forma de un pulgar terminando en cuernos, que son la mitad del largo de las patas, de color negro. Poseen un solo gran ojo verde brillante y dos antenas, por boca tienen un pico parecido al de un loro algo separado del ojo y en proporción pequeño. No hay distinción de cabeza y cuerpo , no tienen cuello. Son del tamaño y forma de una granada. No muy difíciles de matar, pero extremadamente efectivos cuando se los lanza en combate conjunto a todos.